# Шмісберг
Шмісберг (нім. Schmißberg) — громада в Німеччині, розташована в землі Рейнланд-Пфальц. Входить до складу району Біркенфельд. Складова частина об'єднання громад Біркенфельд.
Площа — 1,68 км2. Населення становить 215 ос. (станом на 31 грудня 2020).